# Taylor Harwood-Bellis
Taylor Jay Harwood-Bellis (Stockport, 30 gennaio 2002) è un calciatore inglese, difensore del Southampton e della nazionale inglese.

## Carriera

### Club

#### Manchester City e vari prestiti
Cresciuto nel settore giovanile del Manchester City, ha esordito in prima squadra il 24 settembre 2019, disputando l'incontro di EFL Cup vinto per 0-3 contro il Preston North End. L'11 dicembre successivo, fa anche il suo esordio in Champions League, disputando l'incontro vinto per 1-4 contro la Dinamo Zagabria. Il 4 gennaio 2020, in occasione dell'incontro di FA Cup vinto per 4-1 contro il Port Vale, realizza la sua prima rete con i Citizens.
Il 1º febbraio 2021, l'ultimo giorno della sessione invernale di calciomercato, viene ceduto in prestito al Blackburn in Championship. Conclude la stagione con 19 presenze in campionato.
Il 27 giugno 2021 passa in prestito all'Anderlecht. Tuttavia, nel gennaio 2022, dopo aver totalizzato 16 presenze in campionato e 3 presenze nei turni preliminari di Conference League, il prestito viene interrotto e fa rientro alla base.
L'11 gennaio 2022 ritorna in patria, venendo prestato allo Stoke City in Championship. Al termine della stagione, totalizza 24 presenze tra campionato e FA Cup.
Il 1º luglio 2022 viene girato in prestito al Burnley, sempre in Championship.

#### Southampton
Il 1º settembre 2023 passa in prestito al Southampton con una clausola che fa scattare il trasferimento definitivo per 20 milioni di euro in caso di promozione in Premier League. Al termine della stagione totalizza 43 presenze e due reti tra campionato e play-off, risultando uno dei giocatori decisivi per la promozione del club nella massima serie inglese.
Il 1º luglio 2024 si trasferisce a titolo definitivo.

### Nazionale
Dopo avere rappresentato le nazionali giovanili inglesi il 7 novembre 2024 viene convocato per la prima volta in nazionale maggiore, con cui ha esordito dieci giorni dopo nel successo per 5-0 contro l'Irlanda, in cui ha pure segnato un gol.

## Statistiche

### Presenze e reti nei club
Statistiche aggiornate all'8 maggio 2023.
| Stagione               | Squadra                | Campionato             | Campionato | Campionato | Coppe nazionali | Coppe nazionali | Coppe nazionali | Coppe continentali | Coppe continentali | Coppe continentali | Altre coppe | Altre coppe | Altre coppe | Totale | Totale |
| Stagione               | Squadra                | Comp                   | Pres       | Reti       | Comp            | Pres            | Reti            | Comp               | Pres               | Reti               | Comp        | Pres        | Reti        | Pres   | Reti   |
| ---------------------- | ---------------------- | ---------------------- | ---------- | ---------- | --------------- | --------------- | --------------- | ------------------ | ------------------ | ------------------ | ----------- | ----------- | ----------- | ------ | ------ |
| 2019-2020              | Manchester City        | PL                     | 0          | 0          | FACup+CdL       | 1+2             | 1+0             | UCL                | 1                  | 0                  | CS          | 0           | 0           | 4      | 1      |
| 2020-feb. 2021         | Manchester City        | PL                     | 0          | 0          | FACup+CdL       | 2+2             | 0               | UCL                | 0                  | 0                  |             | -           | -           | 4      | 0      |
| Totale Manchester City | Totale Manchester City | Totale Manchester City | 0          | 0          |                 | 7               | 1               |                    | 1                  | 0                  |             | 0           | 0           | 8      | 1      |
| feb.-giu. 2021         | Blackburn              | FLC                    | 19         | 0          | FACup+CdL       | -               | -               |                    | -                  | -                  |             | -           | -           | 19     | 0      |
| 2021-gen. 2022         | Anderlecht             | D1                     | 16         | 0          | CB              | 0               | 0               | UECL               | 3                  | 0                  |             | -           | -           | 19     | 0      |
| gen.-giu. 2022         | Stoke City             | FLC                    | 22         | 0          | FACup+CdL       | 2+0             | 0               |                    | -                  | -                  |             | -           | -           | 24     | 0      |
| 2022-2023              | Burnley                | FLC                    | 32         | 1          | FACup+CdL       | 1+2             | 0               |                    | -                  | -                  |             | -           | -           | 35     | 1      |
| 2023-2024              | Southampton            | FLC                    | 40+3       | 2+0        | FACup+CdL       | 3+0             | 0+0             | -                  | -                  | -                  | -           | -           | -           | 46     | 2      |
| 2024-2025              | Southampton            | PL                     | 27         | 1          | FACup+CdL       | 1+3             | 0+2             | -                  | -                  | -                  | -           | -           | -           | 31     | 3      |
| Totale Southampton     | Totale Southampton     | Totale Southampton     | 70         | 3          |                 | 7               | 2               |                    | -                  | -                  |             | -           | -           | 77     | 5      |
| Totale carriera        | Totale carriera        | Totale carriera        | 159        | 4          |                 | 19              | 3               |                    | 4                  | 0                  |             | 0           | 0           | 182    | 7      |

### Cronologia presenze e reti in nazionale
| Cronologia completa delle presenze e delle reti in nazionale ― Inghilterra | Cronologia completa delle presenze e delle reti in nazionale ― Inghilterra | Cronologia completa delle presenze e delle reti in nazionale ― Inghilterra | Cronologia completa delle presenze e delle reti in nazionale ― Inghilterra | Cronologia completa delle presenze e delle reti in nazionale ― Inghilterra | Cronologia completa delle presenze e delle reti in nazionale ― Inghilterra | Cronologia completa delle presenze e delle reti in nazionale ― Inghilterra | Cronologia completa delle presenze e delle reti in nazionale ― Inghilterra |
| Data                                                                       | Città                                                                      | In casa                                                                    | Risultato                                                                  | Ospiti                                                                     | Competizione                                                               | Reti                                                                       | Note                                                                       |
| -------------------------------------------------------------------------- | -------------------------------------------------------------------------- | -------------------------------------------------------------------------- | -------------------------------------------------------------------------- | -------------------------------------------------------------------------- | -------------------------------------------------------------------------- | -------------------------------------------------------------------------- | -------------------------------------------------------------------------- |
| 17-11-2024                                                                 | Londra                                                                     | Inghilterra                                                                | 5 – 0                                                                      | Irlanda                                                                    | UEFA Nations League 2024-2025 - 1º turno                                   | 1                                                                          | 62’                                                                        |
| Totale                                                                     |                                                                            | Presenze                                                                   | 1                                                                          |                                                                            | Reti                                                                       | 1                                                                          |                                                                            |

## Palmarès

### Club

#### Competizioni giovanili
- FA Youth Cup: 1

Manchester City: 2019-2020

#### Competizioni nazionali
- Coppa di Lega inglese: 1

Manchester City: 2019-2020
- Campionato inglese di seconda divisione: 1

Burnley: 2022-2023
- Supercoppa UEFA: 1

Manchester City: 2023

### Nazionale
- Campionato d'Europa Under-21: 1

Romania-Georgia 2023

### Individuale
- Squadra del torneo degli Europei Under-21:

Romania-Georgia 2023